# سباق طواف فرنسا 1919
سباق طواف فرنسا 1919 من سلسلة سباقات سباق طواف فرنسا. أقيم هذا السباق في تاريخ 29 يونيو - 27 يوليو 1919 على 15 مراحل. بعد مرور 231 ساعة و07 دقيقة و15 ثانية وبعد طي 5560 كم بمتوسط 24.056 كم في الساعة فاز بالميدالية الذهبية فيرمين لامبوت من بلجيكا، فيما حصد جان ألافوان من فرنسا الميدالية الفضية، وكانت الميدالية البرونزية من نصيب أوجين كريستوف من فرنسا.

## الميداليات
| ذهب                    | فضة                 | برونز                 |
| فيرمين لامبوت - بلجيكا | جان ألافوان - فرنسا | أوجين كريستوف - فرنسا |